# 千代田区立富士見小学校
千代田区立富士見小学校（ちよだくりつ ふじみしょうがっこう）は、東京都千代田区富士見1丁目にある区立小学校。

## 概要
東京都千代田区の麹町地域北部を学区とする公立小学校である。
富士見小学校をはじめ千代田区立小学校は基本的に1993年の開校日から数えて周年式典を開催している。しかし隣接する千代田区立番町小学校だけは、千代田区立学校の中では唯一、廃校前の学校時代を含んだ年数で周年式典を行っていた時期もあり、小学校のみの特別優遇措置に対して富士見小学校を含めて他学区の住民から疑問視されている。前記の通り、廃校前の学校時代を含んだ年数で数えると、旧富士見小学校の開校日から数えて2017年で140周年を迎えたことになる。

## 沿革
- 1993年（平成5年）4月1日 - 学校設置条例の改正に伴い、東京都千代田区立千代田富士見小学校が開校。
- 1994年（平成6年）1月1日 - 学校設置条例の改正に伴い、東京都千代田区立富士見小学校となる。
- 1996年（平成8年）9月6日 - 校歌・校章を制定。
- 2006年（平成18年）
  - 　9月 - 仮校舎（旧:九段中学校）において授業開始。
  - 　10月 - 旧校舎（富士見小学校）見納め会。
- 2010年（平成22年）4月 - 富士見みらい館内に新校舎移転。
- 2022年（令和4年）4月1日 - 特別支援学級（なかよし学級）開級。

## 学校の教育目標
- 仲良く 助け合う子（思いやりの心をもち、協力し合う）
- よく考え つくりだす子（よく考え、進んで行動する）
- 明るく 元気な子（進んであいさつし、元気よく活動する）

## 通学区域
- 北の丸公園・九段南1丁目・九段北1丁目・九段北2丁目・富士見1丁目・富士見2丁目・飯田橋（1丁目～4丁目）[1]

小学校の児童数と教員数
| 年度     | 児童総数 | 1年生 | 2年生 | 3年生 | 4年生 | 5年生 | 6年生 | 教員数 | 職員数 |
| -------- | -------- | ----- | ----- | ----- | ----- | ----- | ----- | ------ | ------ |
| 令和元年 | 443人    | 79人  | 80人  | 67人  | 68人  | 68人  | 81人  | 24人   | 1人    |
| 令和2年  | 454人    | 84人  | 80人  | 80人  | 69人  | 70人  | 71人  | 21人   | 2人    |
| 令和3年  | 489人    | 99人  | 85人  | 83人  | 79人  | 67人  | 76人  | 22人   | 2人    |
| 令和4年  | 491人    | 73人  | 99人  | 85人  | 85人  | 81人  | 68人  | 24人   | 2人    |
| 令和5年  | 518人    | 95人  | 69人  | 95人  | 87人  | 86人  | 86人  | 28人   | 1人    |

## 進学先中学校
千代田区では中学校は通学区域を設けず、「学びたい学校・学ばせたい学校」を自由に選ぶことができる学校選択制を実施している。なお、従来の同小学校の学区内にある中学校は、千代田区立九段中等教育学校（九段北2丁目2番1号。旧千代田区立九段中学校）である。

## 旧富士見小学校

### 沿革
- 1877年（明治10年）4月15日 - 創立。学齢女児を教育。
- 1886年（明治19年） - 高等科及び尋常科を設置。
- 1887年（明治20年） - 本校附属幼稚園を設ける。
- 1890年（明治23年） - 小学校令改正により尋常高等小学校となる。
- 1908年（明治41年） - 高等科分離、尋常小学校となる。
- 1993年（平成5年）3月31日 - 統合のため閉校。

### 関係者
出身者
- 馬場鍈一 - 大蔵大臣、内務大臣。大蔵官僚
- 小山内薫 - 劇作家、演出家、批評家
- 大久保利謙 - 日本史学者 / 学習院初等科へ転校
- 竹内好 - 思想家、中国文学者
- 羽田雄一郎 - 国土交通大臣、参議院議員（立憲民主党）。父は羽田孜
- 佐藤浩市 - 男優。父は三國連太郎、息子は寛一郎
- 日髙のり子 - 女優、声優（タッチ・浅倉南役など）

## 学校周辺
- 千代田区立ふじみこども園 - 同一建物内にあり、なおかつ進学前こども園。
- 千代田区立九段中等教育学校 - 千代田区道を挟んで敷地が隣接。
- 暁星小学校、暁星中学校・高等学校
- 白百合学園幼稚園、白百合学園小学校、白百合学園中学校・高等学校
- 法政大学市ヶ谷キャンパス
- 三輪田学園中学校・高等学校
- 和洋九段女子中学校・高等学校
- 千代田区立九段小学校
- 東京逓信病院
- 朝鮮総連本部
- 千代田区役所富士見出張所
- 東京都道302号新宿両国線
- 靖国神社
  - 社務所
  - 能楽堂
  - 遊蹴館
  - 相撲場
- 日本武道館

## 交通
- 千代田区地域福祉交通「風ぐるま」富士見・神保町ルートで、「富士見あんず館」バス停下車[3]。
- 都営バス「高71」系統で、「九段上」バス停下車後、徒歩約515m・約8分。
- 東京メトロ半蔵門線・東西線九段下駅（出口1）から、約475m・約7分。
- JR東日本中央線飯田橋駅（西口）から、徒歩約540m・約8分。
- 東京メトロ東西線飯田橋駅（出口5）から、徒歩約660m・約10分。
- 東京メトロ南北線飯田橋駅（出口B2a）から、徒歩約630m・約9分。
  - または、東京メトロ東西線飯田橋駅から、上述の千代田区地域福祉交通「風ぐるま」富士見・神保町ルートに乗車し、「富士見あんず館」バス停下車（所要時間は、平日23分・土休日19分。千代田区役所(本所)方面の始発便と千代田区役所(本所)発最終便除く[4]）。